# Film ambientati in Oceania
Questa è una lista che raccoglie tutti i film ambientati in Oceania divisi per nazione e in ordine alfabetico.

Da non confondere con il luogo di ripresa, che è il luogo dove il film viene realmente girato, mentre l'ambientazione è dove avviene la trama nell'immaginario del film, anche se le due cose possono coincidere. 

il continente oceanico.

## Storia
Nella storia del cinema più di duecento film sono stati ambientati in Oceania. Fra questi si ricordano la produzione italiana Bello, onesto, emigrato Australia sposerebbe compaesana illibata, film con protagonisti Claudia Cardinale e Alberto Sordi, i due western all'australiana La proposta e L'uomo del fiume nevoso con protagonisti rispettivamente Guy Pearce e Kirk Douglas, il drammatico Cast Away interpretato da Tom Hanks, il film diretto da Martin Scorsese e con protagonista Leonardo Dicaprio The Wolf of Wall Street e infine il film d'animazione Topolino cacciatore, noto anche come Topolino in Australia, primo film della saga di Topolino ambientato nel continente oceanico.

## Film ambientati in Australia
Elenco dei 222 film ambientati in Australia:
- 10 canoe
- 10eok
- 13 peccati
- A cavallo di un pony selvaggio
- ABBA spettacolo
- Age of Consent
- Al di là delle montagne
- L'albero
- Alexandra's Project
- L'altra metà del cielo
- Amore ribelle
- L'angelo del dolore
- Animal Kingdom
- Gli anni spezzati
- Aquaman e il regno perduto
- Aquamarine
- Australia (film 1989)
- Australia (film 2008)
- L'australieno
- Babadook
- Back to the Outback - Ritorno alla natura
- Bacnā ai hasīno
- Bad Boy Bubby
- La banda della BMX
- Barbie e l'avventura nell'oceano 2
- Bello, onesto, emigrato Australia sposerebbe compaesana illibata
- Benvenuti a Woop Woop
- Bianca e Bernie nella terra dei canguri
- Billy il koala
- Black and White
- The Black Balloon
- Bliss
- Blueback
- Body Melt
- Bootmen
- Braccato a vita
- Break Ke Baad
- The Breaking of the Drought
- Il budino magico
- Carabina Quigley
- Casa dolce casa
- Chak De! India
- The Chant of Jimmie Blacksmith
- Chi è senza peccato - The Dry
- Chopper
- Closed for Winter
- Coca Cola Kid
- Il coniglio goloso
- Corrispondenza d'amore
- Crocodile Dundee 3
- Cuori in onda
- Daybreakers - L'ultimo vampiro
- La dea del '67
- Death of a Soldier
- Dil Chahta Hai
- The Dish
- Il domani che verrà - The Tomorrow Series
- Dove sognano le formiche verdi
- The Dressmaker - Il diavolo è tornato
- Drown
- Due gemelle in Australia
- E morì con un felafel in mano
- Eroe di acciaio
- Un eroe sconosciuto
- Un'età
- The Eye of the Storm
- The Fall Guy
- FernGully - Cuccioli da salvare
- FernGully - Le avventure di Zak e Crysta
- First Strike
- Flirting
- I fratelli Kelly
- La frusta e la forca
- Furiosa: A Mad Max Saga
- The Furnace
- La generazione rubata
- Go-Kart
- Goldstone - Dove i mondi si scontrano
- Un grido nella notte
- Happy Feet
- Harvie Krumpet
- Hating Alison Ashley
- Head On
- Holding the Man
- Holy Smoke - Fuoco sacro
- The Horseman
- The Hunter
- L'idraulico
- In corsa con il sole
- In viaggio con Charlie
- Inception
- L'inizio del cammino
- Interceptor
- Interceptor - Il guerriero della strada
- Istantanee
- Jack colpo di fulmine
- Jasper Jones
- Jedda
- Kangaroo Jack - Prendi i soldi e salta
- Keith
- The Kelly Gang
- Lantana
- Last Cab to Darwin
- Limbo
- Lion - La strada verso casa
- Little Fish
- Long Weekend (film 1978)
- Long Weekend (film 2008)
- Love Is in the Air
- The Loved Ones
- La luce sugli oceani
- Le macchine che distrussero Parigi
- Mad Max oltre la sfera del tuono
- Mad Max: Fury Road
- Mary and Max
- Il matrimonio è un affare di famiglia
- Mechanic: Resurrection
- Memoir of a Snail
- La mia brillante carriera
- La mia vita comincia in Malesia
- Missione coccodrillo
- Il mistero del lago scuro
- A Mouthful of Air
- Mr. Crocodile Dundee
- Mr. Crocodile Dundee 2
- Mr. Nice Guy
- Ned Kelly
- Nella sua pelle
- The New Boy
- Newcastle
- The Nightingale
- Nitram
- Nomad - In cammino con Bruce Chatwin
- I nomadi
- Le nozze di Muriel
- The Nugget - Tre uomini e una pepita
- Opal Dream
- Oscar e Lucinda
- Paradiso + Inferno
- Patrick
- Picnic ad Hanging Rock (Il lungo pomeriggio della morte)
- Piovuto dal cielo
- Point Break - Punto di rottura
- La prigioniera di Sidney
- Priscilla - La regina del deserto
- La proposta
- Raajakumara
- La ragazza dal pigiama giallo
- I ragazzi di dicembre
- Ragazzi miei
- Razorback - Oltre l'urlo del demonio
- Red Dog
- Red Dog - L'inizio
- Roadgames
- Robin Hood Junior
- Rogue
- The Rover
- Sabrina nell'isola delle sirene
- Il sapore della saggezza
- Saving Mr. Banks
- Scooby-Doo e la leggenda del vampiro
- The Sentimental Bloke
- Shine
- Singh Is Kinng
- Sirene
- Skinheads
- Somersault
- Son of a Gun
- Storm Boy - Il ragazzo che sapeva volare
- Strange Bedfellows
- The Stranger
- Strangerland
- Lo strangolatore
- Surfer, Dude
- The Surfer
- Tank Girl
- Terra senza donne
- These Final Hours - 12 ore alla fine
- Tim - Un uomo da odiare
- Topolino cacciatore
- Total Recall - Atto di forza
- Tracks - Attraverso il deserto
- Tre uomini e una pecora
- The Turning (film 2013)
- Tutte pazze per Ken
- Tutti tranne te
- Two Mothers
- Tyler Rake
- L'ultima spiaggia (film 1959)
- L'ultima spiaggia (film 2000)
- Unbroken
- L'uomo del fiume nevoso
- Wolf Creek
- Wolf Creek 2
- Alla ricerca di Nemo
- Ballroom - Gara di ballo
- Chō gekijōban Keroro gunsō: Gekishin Dragon Warriors de arimasu!
- Cinque appuntamenti al buio
- Il dragone vola alto
- L'estate della diciassettesima bambola
- Gli evasi di Fort Denison
- Figli della rivoluzione
- Garage Days
- Gojira - Final Wars
- Heyy Babyy
- Howling III
- Kangarù
- Ladies in Black
- Mechanic: Resurrection
- Mission: Impossible 2
- Pacific Rim
- Paradiso di fuoco
- Il peccato di Lady Considine
- Sleeping Beauty
- Sono strana gente
- The Square
- Terza generazione
- Thunderstruck
- Tutto ciò che siamo
- Two Hands
- L'ultima onda
- Walking on Water

## Film ambientati in Nuova Zelanda
Elenco dei 12 film ambientati in Nuova Zelanda:
- The Dead Lands - La vendetta del guerriero
- Deathgasm
- Ex
- Falling Inn Love - Ristrutturazione con amore
- Indian - La grande sfida
- Lezioni di piano
- Once Were Warriors - Una volta erano guerrieri
- Once Were Warriors 2 - Cinque anni dopo
- La ragazza delle balene
- Salverò il mio amore
- Il tesoro dello Yankee Zephyr
- The Wolf of Wall Street

## Film ambientati nelle isole Salomone
Elenco dei 5 film ambientati nelle Isole Salomone:
- L'azione continua
- Guadalcanal
- Missione suicidio
- La sottile linea rossa (film 1964)
- La sottile linea rossa (film 1998)

## Film ambientati a Samoa
Elenco dei 2 film ambientati a Samoa:
- Fast & Furious - Hobbs & Shaw
- L'ultimo Eden

## Film ambientati in Kiribati
Elenco degli 11 film ambientati in Kiribati:
- With the Marines at Tarawa
- Anote's Ark
- My Pacific Quest
- Te Maraia
- OCEANIA: Journey to the Center
- Millennium Island
- Kiribati: Words from the Last Generation
- Suspended Generation
- Sinking Nation
- Between Sky and Ocean
- The Rising Tide: Kiribati

## Nazione non specificata
La seguente lista elenca i 15 film ambientati in Oceania, ma senza che venga specificata la nazione:
- Alla ricerca dell'isola di Nim
- Amanti
- L'anima e la carne
- Cast Away
- Chi segna vince
- Kon-Tiki
- Oceania
- Oceania 2
- Ritorno all'isola di Nim
- Robinson nell'isola dei corsari
- Shark - Il primo squalo
- La tragedia del Bounty
- Il trionfo di King Kong
- Il trono nero
- Untamed Women